# Echinopodium vockerothi
Echinopodium vockerothi är en tvåvingeart som beskrevs av Duret 1976. Echinopodium vockerothi ingår i släktet Echinopodium och familjen svampmyggor. Inga underarter finns listade i Catalogue of Life.